# STS-47
La STS-47 è una missione spaziale del programma Space Shuttle.

## Equipaggio
- Robert L. Gibson (4) (Comandante)
- Curtis L. Brown, Jr. (1) (Pilota)
- Mark C. Lee (2) (Comandante del carico utile)
- N. Jan Davis (1) (Specialista di missione)
- Jay Apt (2) (Specialista di missione)
- Mae C. Jemison (1) (Specialista di missione)
- Mamoru Mohri (1) (Specialista del carico utile)

Tra parentesi il numero di voli spaziali completati da ogni membro dell'equipaggio, inclusa questa missione.
Missione con a bordo il primo astronauta giapponese sullo Shuttle (Mohri), la prima donna afro-americana (Jemison) e la prima coppia sposata (Lee e Davis) in volo nella stessa missione spaziale.

## Parametri della missione
- Massa:
  - Navetta al rientro con carico utile: 99.450 kg
  - Carico utile: 12.485 kg
- Perigeo: 297 km
- Apogeo: 310 km
- Inclinazione: 57°